# 孙思白
孙思白（1913年—2002年），原名孙兴诗，化名孙放，笔名劳荪、叶是一等，男，山东历城人，中国历史学家，山东大学教授。

## 生平
1934年夏考入北京大学历史系。翌年在“一二.九”运动中参加中华民族解放先锋队。抗战爆发平津沦陷后，回山东参加抗战，曾任范筑先将军的秘书。1938年加入中国共产党。1940年南下，辗转到昆明西南联大复学。在西南联大时投入大后方的民主运动。复学毕业后，与诸友共赴重庆红岩八路军办事处领取指示。此后即以教育、研究、出版为社会职业而从事中共地下工作。抗战胜利后，1945年在青岛谋得教职，1946年转入战后复校的山东大学任中国历史讲师。1949年后参加山东大学的接管工作，至1950年任历史系副教授，1956年后任历史系副主任。
1956年由高教部调派到北京与李新等共同主编《新民主主义时期革命通史》（四卷本）。1973年春复调入近代史研究所任研究员兼民国史研究室主任，与《中华民国史》主编李新协作完成了《中华民国史资料丛稿》三套。
“文革”后曾任中国现代史学会副会长，同时在山东大学等校任兼职教授。